# The Seven Deadly Sins (album)
The Seven Deadly Sins è un album in studio della cantante britannica Marianne Faithfull, pubblicato nel 1998.

## Il disco
Si tratta di una registrazione dell'opera I sette peccati capitali (Die sieben Todsünden/The Seven Deadly Sins) composta da Kurt Weill (1933).

## Tracce
Testi e musiche di Kurt Weill, eccetto dove indicato.
1. Prologue – 3:50 (Weill, Bertolt Brecht)
2. Sloth – 3:57
3. Pride – 4:50
4. Anger – 4:52
5. Gluttony – 3:32
6. Lust – 5:21
7. Covetousness – 3:02
8. Envy – 4:31
9. Epilogue – 1:30
10. Alabama Song – 2:56 (Weill, Brecht)
11. The Ballad of Sexual Dependency – 2:38
12. Bilbao Song – 5:05 (Weill, Brecht, Johnny Mercer)
13. Pirate Jenny – 4:34 (Weill, Brecht)